# Ульрих, Скит
Скит Ульрих (англ. Skeet Ulrich), настоящее имя Брайан Рэй Траут (англ. Bryan Ray Trout; род. 20 января 1970) — американский актёр. Наиболее известен по фильмам «Крик» и «Колдовство» (оба 1996), а также по роли Эф Пи Джонса в телесериале «Ривердейл» (2017—2021).

## Ранние годы
Брайан Рэй Траут родился в Линчберге, штат Виргиния, и вырос в Конкорде, Северная Каролина, вместе со своей матерью, Кэролин Элейн Вакс (урождённой Радд), которая владеет сетью специальных маркетинговых агентств «Sports Management Group». Отец Ульриха является ресторатором. Дядя Брайана по материнской линии — бывший гонщик NASCAR Ричард Радд, а его дедом по той же материнской линии был президент «Al Rudd Auto Parts» сэр Элвин Рэй Радд. У Брайана есть старший брат Джеффри. Когда Брайну было 8 лет, их мать, которая до этого разошлась с их отцом, вышла замуж за бывшего гонщика NASCAR Дональда Кейта Ульриха, который дал Брайану и Джеффри свою фамилию. В 1982 году Каролина разошлась с Дональдом и затем вышла замуж за Эдварда Льюисса Вакса. Прозвище «Скит» происходит от прозвища «Скитер», которое ему дал в Младшей Лиге бейсбола его тренер из-за маленького роста. Он имел плохое здоровье, подвергался многочисленным приступам пневмонии и прошёл открытую операцию на сердце в 10 лет.
Ульрих окончил среднюю школу северо-западного Кабарруса, где достиг успехов в футболе. После первоначального поступления в Университет Северной Каролины в Уилмингтоне для изучения морской биологии, он переключился на Нью-Йоркский университет и впоследствии был замечен драматургом Дэвидом Мэметом.

## Карьера
В его ранних появлениях на экране он не был указан в титрах фильмов «Уикенд у Берни» и «Черепашки-ниндзя». После присоединения к «Atlantic Theater Company» в качестве ученика, Ульрих выступал с группой, в которой его заметила директор Стейси Кохрам. Она отправила его в «CBS School Break Special». С её помощью в 1996 году он получил свою первую заметную роль неотёсанного бойфренда Вайноны Райдер в фильме «Парни». В этом же году он появился в фильме «Колдовство» вместе с Нив Кэмпбелл. С ней же он снялся в слэшере Уэса Крэйвена «Крик», выпущенным позднее в этом же году и который стал его самой известной ролью. В 1998 году он снялся в фильме «Братья Ньютон». Ульрих снялся вместе с Кьюбой Гудингом-младшим в фильме «Фактор холода». Он имел небольшую роль эмоционально противоречивого гея-жиголо в фильме «Лучше не бывает» (вместе со своим партнёром по «Крику» актёром Джейми Кеннеди). Он снялся в роли Ювеналия, молодого человека со стигматами, а потом излечивающегося, в фильме Пола Шредера «Прикосновение», и он появился в фильме «Погоня с дьяволом», драме о Гражданской войне в США режиссёра Энга Ли. В 2000 году он сыграл компьютерного хакера Кевина Митника в фильме «Взлом».
На телевидении Ульрих снялся в недолгом сериале ABC «Чудо» и появился в мини-сериале «На запад». В 2005 году Ульрих сыграл с Кери Расселл в сериале «Обыкновенная магия». Ульрих снялся в роли Джейка Грина в драме «Иерихон», премьера которого состоялась 20 сентября 2006 года, а закончился сериал 25 марта 2008 года.
Ульрих был приглашённой звездой сериала «C.S.I.: Место преступления Нью-Йорк» в роли сложного и глубоко встревоженного убийцы. Трансляция эпизода состоялась 7 октября 2009 года.
В 2012 году он подписал контракт на главную роль в сериале «Закон и порядок: Лос-Анджелес», где сыграет детектива Рекса Уинтерса.
Начиная с 2017 года, Ульрих исполняет роль Эф Пи Джонса в телесериале «Ривердейл».

## Личная жизнь
5 октября 1997 года Ульрих женился на английской актрисе Джорджине Кейтс, которую он встретил на церемонии вручения «Оскара». Церемония их небольшой свадьбы состоялась на ферме округа Мэдисон, Виргиния, и гостями были лишь приглашённый священник и их собака. Вместе у них двое детей: сын Джейкоб Дилан и дочь Нейла Роуз (родились 9 марта 2001 года). Скит и Джорджина развелись 23 июня 2005 года, сославшись на непримиримые разногласия. Они имеют право совместной опеки над детьми.
6 мая 2012 года Ульрих женился на Амелии Джексон-Грэй; пара развелась в 2015 году. С 2016 года у актёра был роман с моделью Розой Костой, в ноябре 2017 года он прекратился.

## Фильмография
| Год       |     | Русское название                    | Оригинальное название             | Роль                            |
| --------- | --- | ----------------------------------- | --------------------------------- | ------------------------------- |
| 1989      | ф   | Уикенд у Берни                      | Weekend at Bernie’s               | роль в массовке                 |
| 1990      | ф   | Черепашки-ниндзя                    | Teenage Mutant Ninja Turtles      | головорез                       |
| 1994      | с   | CBS Особенные школьные каникулы     | CBS Schoolbreak Special           | Винни Дифазио                   |
| 1996      | ф   | Последний танец                     | Last Dance                        | Билли                           |
| 1996      | ф   | Колдовство                          | The Craft                         | Крис Хукер                      |
| 1996      | ф   | Парни                               | Boys                              | Бад Валентайн                   |
| 1996      | ф   | Альбино Аллигатор                   | Albino Alligator                  | Дэнни Бодро                     |
| 1996      | ф   | Крик                                | Scream                            | Билли Лумис / «Призрачное лицо» |
| 1997      | ф   | Касание                             | Touch                             | Чарли Лоусон                    |
| 1997      | ф   | Лучше не бывает                     | As Good as It Gets                | Винсент Лопиано                 |
| 1998      | ф   | Братья Ньютон                       | The Newton Boys                   | Джо Ньютон                      |
| 1998      | ф   | Солдатская любовь                   | A Soldier’s Sweetheart            | Марк Фосси                      |
| 1999      | ф   | Фактор холода                       | Chill Factor                      | Тим Мейсон                      |
| 1999      | ф   | Погоня с дьяволом                   | Ride with the Devil               | Джек Булл Чилс                  |
| 2000      | ф   | Взлом                               | Takedown                          | Кевин Митник                    |
| 2001      | ф   | Ничей ребенок                       | Nobody’s Baby                     | Билли Риден                     |
| 2001      | ф   | Душа убийцы                         | Soul Assassin                     | Кевин Берк                      |
| 2001      | ф   | Снежный гонщик                      | Kevin of the North                | Кевин Менли                     |
| 2003      | с   | Святой дозор                        | Miracles                          | Пол Каллан                      |
| 2005      | тф  | Обыкновенная магия                  | The Magic of Ordinary Days        | Рей Синглтон                    |
| 2005      | с   | На запад                            | Into the West                     | Джетро Уилер                    |
| 2006—2008 | с   | Иерихон                             | Jericho                           | Джейк Грин                      |
| 2007—2014 | мс  | Робоцып                             | Robot Chicken                     | разные персонажи                |
| 2009      | ф   | Продаётся владельцем                | For Sale by Owner                 | Джуниор                         |
| 2009      | с   | C.S.I.: Место преступления Нью-Йорк | CSI: NY                           | Холлис Экхарт                   |
| 2009      | ф   | Инкассатор                          | Armored                           | Доббс                           |
| 2009      | тф  | —                                   | Back                              | Ричард Майлс                    |
| 2010      | с   | Закон и порядок: Специальный корпус | Law & Order: Special Victims Unit | детектив Рекс Уинтерс           |
| 2010      | тф  | Дай мне убежище                     | Gimme Shelter                     | Билли Джост                     |
| 2010—2011 | с   | Закон и порядок: Лос-Анджелес       | Law & Order: Los Angeles          | детектив Рекс Уинтерс           |
| 2013      | кор | —                                   | Point Mugu                        | автостопщик                     |
| 2013      | тф  | —                                   | Anatomy of Violence               | Эдриан Рейнс                    |
| 2014      | ф   | Пятьдесят к одному                  | 50 to 1                           | Чип Вули                        |
| 2014      | тф  | Бухта спасения                      | Deliverance Creek                 | н/д                             |
| 2014      | тф  | Окрестности Вавилона                | Babylon Fields                    | отец Харрис                     |
| 2015      | тф  | —                                   | Stay                              | Шейн                            |
| 2015—2016 | с   | Помнить всё                         | Unforgettable                     | Эдди Мартин                     |
| 2017      | ф   | Найденные в Остине                  | Austin Found                      | Билли Фонтейн                   |
| 2017      | ф   | Квест                               | Escape Room                       | Брайс                           |
| 2017      | тф  | Я — Элизабет Смарт                  | I Am Elizabeth Smart              | Брайан Дэвид Митчелл            |
| 2017—2021 | с   | Ривердейл                           | Riverdale                         | Эф Пи Джонс                     |
| 2020      | с   | Свободу Рэйшону                     | #FreeRayshawn                     | сержант Майк Траут              |
| 2022      | ф   | Крик                                | The Scream                        | Билли Лумис                     |
| 2023      | ф   | Крик 6                              | The Scream 6                      | Билли Лумис (камео)             |
| 2023      | ф   | Торнадо                             | Supercell                         | Рой Камерон                     |
| 2025      | ф   | Пять ночей с Фредди 2               | Five Nights at Freddy’s 2         |                                 |